# Wiltrud Probst
Wiltrud Probst (Neurenberg, 29 mei 1969) is een voormalig tennisspeelster uit Duitsland. Ze was actief van 1985 tot en met 1999.
Op de WTA-tour won Probst twee titels in het enkelspel. In 1990 was ze de beste in Wellington en in 1992 in Waregem. In 1990 bereikte ze de vierde ronde op Roland Garros. Ze verloor van de Spaanse Conchita Martínez. Haar hoogste ranking in het enkelspel was de 31e plaats (4 februari 1991).
In het dubbelspel speelde zij zeven finales op de WTA-tour. Ze wist echter geen titel te behalen. Ze won wel een toernooi in het ITF-circuit. Ze kwam in 1990 en 1998 uit voor het Duitse Fed Cup-team.

## Posities op deWTA-ranglijst enkelspel
Positie per einde seizoen:
| jaar | rang |  | jaar | rang |
| ---- | ---- |  | ---- | ---- |
| 1998 | 176  |  | 1991 | 128  |
| 1997 | 88   |  | 1990 | 40   |
| 1996 | 113  |  | 1989 | 90   |
| 1995 | 143  |  | 1988 | 80   |
| 1994 | 68   |  | 1987 | 99   |
| 1993 | 101  |  | 1986 | 135  |
| 1992 | 40   |  |      |      |

## Palmares

### WTA-finaleplaatsen enkelspel
| nr.              | datum      | toernooi       | ondergrond | tegenstandster | score       |
| ---------------- | ---------- | -------------- | ---------- | -------------- | ----------- |
| gewonnen finales |            |                |            |                |             |
| 1.               | 1990-02-11 | WTA Wellington | hardcourt  | Leila Meschi   | 1-6 6-4 6-0 |
| 2.               | 1992-05-10 | WTA Waregem    | gravel     | Meike Babel    | 6-2 6-3     |

### WTA-finaleplaatsen vrouwendubbelspel
| nr.              | datum      | toernooi            | ondergrond | partner          | tegenstandsters                       | score       |
| ---------------- | ---------- | ------------------- | ---------- | ---------------- | ------------------------------------- | ----------- |
| verloren finales |            |                     |            |                  |                                       |             |
| 1.               | 1986-09-21 | WTA Athene          | gravel     | Silke Meier      | Isabel Cueto Arantxa Sánchez Vicario  | 6-4 2-6 4-6 |
| 2.               | 1990-08-25 | WTA Schenectady     | hardcourt  | Linda Ferrando   | Alysia May Nana Miyagi                | 4-6 7-5 3-6 |
| 3.               | 1992-07-12 | WTA Kitzbühel       | gravel     | Amanda Coetzer   | Alexia Dechaume Florencia Labat       | 3-6 3-6     |
| 4.               | 1993-10-31 | WTA Essen           | hardcourt  | Christina Singer | Arantxa Sánchez Vicario Helena Suková | 2-6 2-6     |
| 5.               | 1995-04-16 | WTA Houston         | gravel     | Rene Simpson     | Nicole Arendt Manon Bollegraf         | 4-6 2-6     |
| 6.               | 1995-07-30 | WTA Maria Lankowitz | gravel     | Alexandra Fusai  | Silvia Farina Andrea Temesvári        | 2-6 2-6     |
| 7.               | 1997-08-03 | WTA Maria Lankowitz | gravel     | Radka Bobková    | Eva Melicharová Helena Vildová        | 2-6 2-6     |

## Resultaten grandslamtoernooien
| Legenda | Legenda                          |
| ------- | -------------------------------- |
| g.t.    | geen toernooi gehouden           |
| l.c.    | lagere categorie                 |
| –       | niet deelgenomen                 |
| G       | uitgeschakeld in de groepsfase   |
| 1R      | uitgeschakeld in de eerste ronde |
| 2R      | uitgeschakeld in de tweede ronde |
| 3R      | uitgeschakeld in de derde ronde  |
| 4R      | uitgeschakeld in de vierde ronde |
| KF      | uitgeschakeld in de kwartfinale  |
| HF      | uitgeschakeld in de halve finale |
| F       | de finale verloren               |
| W       | het toernooi gewonnen            |
| w-v     | winst/verlies-balans             |

### Enkelspel
| Toernooi        | 1987 | 1988 | 1989 | 1990 | 1991 | 1992 | 1993 | 1994 | 1995 | 1996 | 1997 | 1998 |
| --------------- | ---- | ---- | ---- | ---- | ---- | ---- | ---- | ---- | ---- | ---- | ---- | ---- |
| Australian Open | 2R   | 1R   | 1R   | 1R   | 2R   | –    | 2R   | 2R   | 2R   | –    | 2R   | 1R   |
| Roland Garros   | 1R   | 2R   | 1R   | 4R   | 1R   | 2R   | 2R   | 2R   | 1R   | –    | 1R   | 1R   |
| Wimbledon       | 1R   | 1R   | –    | 1R   | 3R   | 1R   | 1R   | 2R   | 1R   | –    | 1R   | –    |
| US Open         | 1R   | 1R   | –    | 2R   | 1R   | –    | 1R   | –    | –    | –    | 2R   | –    |

### Vrouwendubbelspel
| Toernooi        | 1987 | 1988 | 1989 | 1990 | 1991 | 1992 | 1993 | 1994 | 1995 | 1996 | 1997 | 1998 | 1999 |
| --------------- | ---- | ---- | ---- | ---- | ---- | ---- | ---- | ---- | ---- | ---- | ---- | ---- | ---- |
| Australian Open | 2R   | 2R   | 1R   | 1R   | 1R   | –    | 1R   | 1R   | 3R   | 1R   | 1R   | 1R   | –    |
| Roland Garros   | 2R   | –    | 1R   | 3R   | 3R   | 1R   | 1R   | 3R   | 1R   | 1R   | 2R   | 3R   | –    |
| Wimbledon       | 1R   | 1R   | –    | 2R   | 1R   | 1R   | 2R   | 2R   | 1R   | 3R   | 1R   | 2R   | 2R   |
| US Open         | –    | 1R   | –    | 2R   | 2R   | –    | 1R   | –    | –    | –    | 2R   | –    | –    |

### Gemengd dubbelspel
| Toernooi        | 1992 |    | 1995 | 1996 |
| --------------- | ---- | -- | ---- | ---- |
| Australian Open | –    | –  | 1R   |      |
| Roland Garros   | 1R   | 1R | –    |      |
| Wimbledon       | 1R   | 2R | –    |      |
| US Open         | –    | –  | –    |      |